# 20894 Krumeich
20894 Krumeich è un asteroide della fascia principale. Scoperto nel 2000, presenta un'orbita caratterizzata da un semiasse maggiore pari a 2,7219169 UA e da un'eccentricità di 0,0678465, inclinata di 4,96892° rispetto all'eclittica.